# Kerry Center
Le Kerry Center est un gratte-ciel de 222 mètres construit en 2016 à Nanchang en Chine. 